# Isdalen (dal i Antarktis)
Isdalen är en dal i Antarktis. Den ligger i Östantarktis. Norge gör anspråk på området.